# 宮原博昭
宮原 博昭（みやはら ひろあき、1959年7月8日 - ）は、日本の実業家。株式会社学研ホールディングス代表取締役社長。
現在、一般社団法人日本雑誌協会理事長、公益財団法人古岡奨学会代表理事、雑誌公正取引協議会理事長、一般社団法人デジタル出版者連盟（電書連）理事、出版広報センター・センター長、日販グループホールディングス株式会社社外取締役などを務める。。

## 経歴
広島県呉市生まれ。1982年、防衛大学校卒業。貿易商社を経て、1986年に株式会社学習研究社（現：学研ホールディングス）入社。
2003年学研教室事業部長、2009年学研取締役、同年学研ホールディングス（以下HD）取締役。
2010年5月、株式会社学研ホールディングス取締役 兼 株式会社学研塾ホールディングス代表取締役社長 兼 株式会社学研エデュケーショナル代表取締役社長に就任。2010年7月、株式会社学研ホールディングス取締役 兼 株式会社学研教育出版代表取締役社長に就任。2010年12月、学研HD代表取締役社長に就任。2024年9月期、15期連続増収、売上高は34年ぶり過去最高のV字回復を果たす。。

## 人物エピソード
- 父・昭充は東京慈恵会医科大学医学部出身の医師。「博昭」という名前は父が広島大学で博士号を取得した記念でつけられた[5][6]。
- 座右の銘は「逡巡の罪」。やって失敗した罪より、やらなかった罪のほうが重いという考えのもと、「逡巡の罪」をおかさないことを常に心掛けている。実際の行動も1％の可能性があるならば、それに向かって命がけで徹底的に挑戦することを信条としている[7][8]。
- 「実るほど頭を垂れる稲穂かな」、「ノブレス・オブリージュ」を信条とし、すべての人に対して敬語で話す[9]。
- 趣味は飛行機の操縦。社長にならなかったら、60歳くらいでドクターヘリのパイロットになろうと考えていた[10]。
- 鳥は翼に当たる空気を利用して揚力と推進力を得ている。同様に、飛行機も逆風に向かって飛び立つと力強く前進でき、スキーのジャンプ競技も、逆風時のほうが飛距離を伸ばすことができる。むしろ、追い風のときのほうが失速することから、満足や追い風は進化を止める敵であると考えている。2022年に上梓した書籍のタイトルは『逆風に向かう社員になれ』である[11]。
- 幼い頃、母親の教育方針により、社会性を身につけるため、ルーテル教会の日曜学校に通い、小学1年生からカブスカウトに入会した[5]。
- 中学時代は野球部に所属し、神戸市大会で優勝。白陵高校を創設した三木省吾氏に声を掛けられ、氏のもとで週末に勉強を学び、同校に進学。高校時代、防衛大学校に進学した卒業生の講演を聞き、防衛大への進学を決意した。戦前に軍港として発展した呉市に生まれたことや、特攻隊の生き残りである母方の叔父から話を聞き、国を守る仕事に漠然と興味を持っていたことも進路選択に影響している[6][12]。
- 防衛大時代は戦闘機のパイロットを目指し、1日3時間睡眠で勉学に励む一方、毎朝6時に起床して乾布摩擦、夜中に突如行われる非常訓練といった厳しい鍛錬を経験する。在学中は読書に熱中し、個展や歴史書をはじめとした約1500冊を読破した[13]。
- 高校入学から防衛大卒業まで寮生活を経験し、延べ1万人以上の生活を間近に見た経験から、天才と呼べる人間はほぼ存在せず、人は努力しだいで人生が決まることを確信した[13]。
- 防衛大1年時に、幕末の儒学者である佐藤一斎の『言志四録』に書かれた「一燈を提げて暗夜を行く。暗夜を憂うること勿れ。只だ一燈を頼め」という言葉に感銘を受け、以降折に触れて立ち返る大切な指針としてきた。社長就任時に再読し、経営難の中で経営の舵を取る自らを鼓舞した[14]。
- 防衛大在学中、当時防衛大の教授を務めていた野中郁次郎の授業を受ける。野中がまだ小さかった娘たちを連れて教室に現れ、1人を肩に乗せたまま講義をする姿に衝撃を受けた。学研に入社後、学生時代に野中から学んだ、ペプシコーラがコカ・コーラに勝利した事例をもとに「どうやったら、学研は公文（株式会社公文教育研究会）に勝てるのか？」というレポートを書いて提出した。のちに経営者となった際、野中からの学びがすべて活きたという。ライバル社に勝つための方策を考える際のバイブルとして、野中が講義で使った「マーケティング・ケース集」を大切にしている[15][16]。
- 医療、安全保障、教育の3つは社会貢献ができる仕事だと考え、株式会社学習研究社への転職を決意。創業者である古岡秀人氏の「戦後の復興は、教育をおいてほかにない」という信念に共感し、神戸支社に勤務地限定職として入社した[9][17]。
- 学研での仕事が思い描いた内容でないことに落胆し、入社早々に退職願を提出するが、東京から研修でやってきた営業統括部長から慰留される。その際、父親が危篤との一報が入っていたにもかかわらず、すぐに帰京しなかった部長の情熱に胸を打たれ、退職を思いとどまった[9][17][18]。
- 学研入社当時は、笑顔を見せることがない、厳しい性格だった。後に穏和な性格に変わったが、かつての部下からは「目がつり上がっていて怖かった」と言われるという[12]。
- 全国十数位だった神戸支社の学研教室の売上を全国1位にするとの目標を立て、電話営業や教室運営の研修、チラシ印刷や会員の入会手続まで、学研教室に関する業務をすべて1人で担った。1年目から全国支社中トップの個人成績を記録。兵庫県の学研教室独自の学力テストを作るなどの取り組みにより、その後の神戸支社の売上全国1位達成の原動力となった[9][18]。
- 1995年、阪神・淡路大震災が発生した際、本社からの義援金が『学習』『科学』の代理店などに優先的に配分され、学研教室には1円も回されないという事態に直面。復旧プランを本社に提出するも、「君ではなく、本社が決めることだ」と一蹴されたことで、決裁権を持たなければ必要な時に何も決められないことを痛感した。それ以降、本気で偉くなりたいと考え、関西地区の研修会に参加し、担当外の地区に神戸支社のノウハウを伝え、業績向上を図るようになった[14][19]。
- 阪神・淡路大震災で命を落とした学研教室の会員の葬儀に参列した際、棺の中にその子が生前愛用していた野球のグローブやバットとともに、ぼろぼろになった学研の図鑑があるのを見つけた。震災の影響でぼろぼろになったのではなく、その子が使い込んだ跡だった。その図鑑を見て悲しみが深まると同時に、書籍が持つ力とそれを作る者の責任を改めて実感した[20]。
- 1998年に全国支社の閉鎖が始まる中、学研教室が生き残るために、支社の代わりとなる47の事務所設置を提案し、3か月で設置にこぎ着けた[16]。
- 2004年、神戸支社を離れ、正社員として東京本社に移る。そこから約6年で社長に就任することとなった。前社長から社長を託されたときに「お前は逃げないタイプだから」「お前は玉砕しない」という言葉を掛けられ、「やります」と即答した。当時の学研は2009年9月期まで約20年間減収傾向にあり、『学習』と『科学』は2009年度に休刊。ピーク時に1700億円を超えていた売上高は約790億円まで落ち込み、3回にわたる早期退職者募集や本社ビルの売却などを行うも、1300億円近くあった内部留保がなくなり、150億円の借金を抱えるなど経営難に陥っていた[10][18][19][21][22]。
- 前任の遠藤洋一郎社長が、がんを患いながら退任時まで仕事を全うした（株主総会の次の週にがんの手術を受けている）と知り、その胆力に胸を打たれ、社長として頑張ろうと決意を新たにした[12]。
- 社長になったとき、社員を集めて「10年後には本社がロンドンにあって、社長は女性というような会社を目指す」と話した[23]。
- 社長就任にあたり、どんな状況に転じても必ず勝つため、防衛大で学んだ「5×4×3×2×1」の作戦立案方式を実践した。最初に5通りの大きな作戦を作り、それぞれの作戦が失敗したときの代案を4通り考え、さらにそれぞれの作戦が失敗したときの3案、2案、1案（都合120通り）を考えるという方法である。当初は、黒字部門だけ残して赤字部門は捨て、少数精鋭で建て直すハードランディングなプランを準備していたが、最終的には祖業の出版を守りながら新規投資を抑制するソフトランディングのプランを選択した[16][24]。
- 社長就任当時は、内部改革に専念するため、M＆Aなどはすべてストップさせ、赤字部門の改革を優先させるとともに、サービス付き高齢者向け住宅（サ高住）を毎年15棟のペースで作った。また、中堅社員の経営意識を育てる目的で、役員会議と同様の議論を行う「ジュニアボード」の制度を導入。社員から新規事業を募る「G−1グランプリ」も開始。「G−1グランプリ」からは、学童保育などを行う「クランテテ」や児童発達支援施設の「クロッカ」などの新事業が誕生した[10][25]。
- 会社の厳しい現状を知ってもらうため、損益計算書や貸借対照表などの財務諸表をすべての社員に公開したり、社内報をモノクロからカラーに変え、内容を充実させたりなどした[24]。
- 教育事業のグローバル化に着手し、インドでは科学実験教室で一時期約45万人、タイでは約15万人の会員を集めた[26]。
- 業績回復・拡大を目的に、M&Aを積極的に進めてきた。目指しているのは、資本の強者が弱者を従えるようなM&Aではなく、相手をリスペクトし、対等に融合を図るM&A（日本型M&A）である。そのため「買収」ではなく、「グループ・イン」という言葉を使っている。M&Aを成功させる上では、シナジーを生むための交渉に時間をかけることを重視し、通常は約9か月にわたり35回程度の面談を実施する。面談は、1回目から35回目までのテーマを決め、何を確認するかを事前に書き出してから臨む。なかには、7〜8年の時間をかけてM&Aを実施した企業も存在する。なお、検討した企業の現場には、アポを取らずに自ら足を運ぶことをモットーとしている[10][27]。
- 2022年、ベトナムで幼児教育情報サイトを運営するキディハブ・エデュケーション・テクノロジーと資本提携を実施し、学研教材の採用を促す。2023年、ベトナムの英語教科書で国営企業に次ぐシェアを持つDTP社の発行済み株式の35％を取得。同社を通じて絵本の販売を開始。ベトナムにおけるSTEAM教育の導入を目指す[28]。
- 2023年9月期時点で14期連続の増収を達成している[29]。
- 古岡秀人氏の思想を受け継ぎ、教育格差をなくすことを目標に掲げ、理事長を務める古岡奨学会では、高校に入学する母子家庭を支援する。また、教育DXの推進を通じて、地域差や所得差によらない教育の提供を目指している[30]。

## 主な役職
- 公益財団法人古岡奨学会理事長（2016年 - ）
- 一般社団法人日本雑誌協会理事長（2024年 - ）
- 雑誌公正取引協議会理事長（2024年 - ）
- 一般社団法人デジタル出版者連盟（電書連）理事
- 品川間税会副会長
- 出版広報センター・センター長
- 公益財団法人日本ナショナルトラスト顧問（2021年 - ）
- 公益社団法人読書推進運動協議会常務理事（2021年 - ）
- 一般社団法人日本書籍出版協会評議員会
- 日販グループホールディングス株式会社社外取締役（2021年 - ）

## テレビ番組
- 日経スペシャル カンブリア宮殿 幼児から高齢者までを徹底サポート 教育と医療福祉の2本柱で驚異のV字回復（2020年3月19日、テレビ東京）- 学研ホールディングス社長 宮原博昭出演[31]。

## 著書
- 『逆風に向かう社員になれ』（2022年3月31日、学研プラス）ISBN9784054068575
- 『M&A経営論 ビジネスモデル革新の成功法則』（2023年3月10日、東洋経済新報社）ISBN978-4492503423